# Họ Bồ câu
Họ Bồ câu (Columbidae) là họ duy nhất trong Bộ Bồ câu (Columbiformes). Tên gọi phổ biến của các loài trong họ này là bồ câu, cu, cưu và gầm ghì. Đây là những loài chim mập mạp có cổ ngắn và mỏ dài mảnh khảnh. Chúng chủ yếu ăn hạt, trái cây và thực vật.
Có thể thấy rằng, các loài trong họ này phổ biến rộng khắp thế giới, ngoại trừ sa mạc Sahara và châu Nam Cực, nhưng có sự đa dạng lớn nhất tại các khu vực sinh thái Indomalaya và Australasia.
Họ này chứa 344 loài được chia thành 49 chi. 13 loài đã bị tuyệt chủng.
Chim bồ câu xây những cái tổ tương đối mỏng manh, thường sử dụng gậy và các mảnh vụn khác, có thể được đặt trên những cành cây, trên các gờ hoặc trên mặt đất, tùy theo loài. Chúng đẻ một hoặc (thường) hai quả trứng trắng cùng một lúc, và cả bố và mẹ đều chăm sóc con non. Chúng rời tổ sau 25 ngày đến 32 ngày. Chim bồ câu không lông thường có thể bay được khi chúng được 5 tuần tuổi. Không giống như đa số các loài chim, cả hai giới của chim bồ câu đều sản xuất "sữa cây" để nuôi con non, được tiết ra bằng cách làm bong các tế bào chứa đầy chất lỏng từ lớp lót của chúng.

## Đặc điểm sinh học

### Cấu tạo ngoài

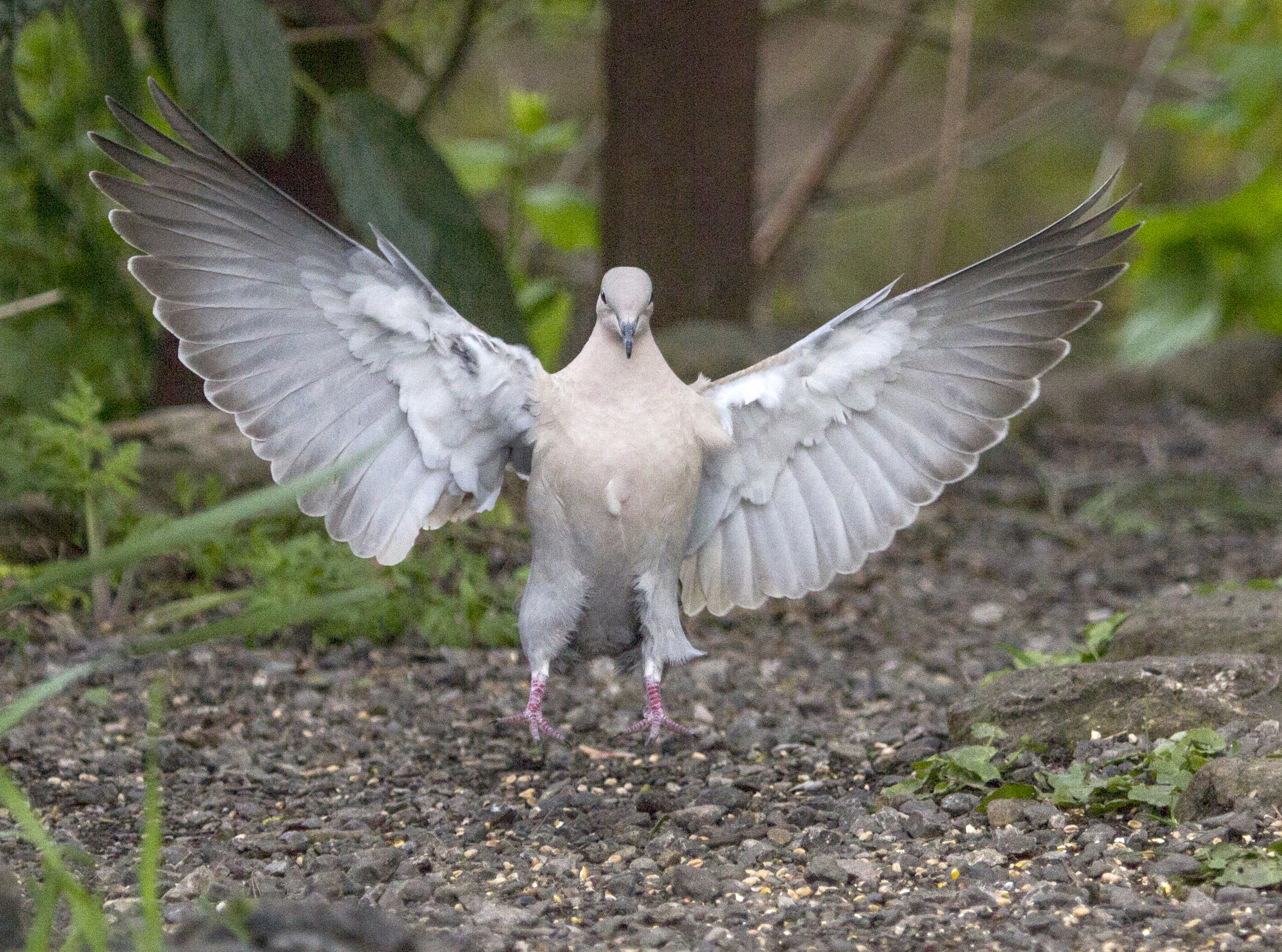
Một con chim bồ câu có cổ (Streptopelia decaocto) hạ cánh, hiển thị đường viền và lông bay trên cánh của nó.

Thân nhiệt chim bồ câu ổn định trong điều kiện nhiệt độ môi trường thay đổi; chim bồ câu là động vật hằng nhiệt.
Thân chim hình thoi làm giảm sức cản không khí khi bay. Da khô phủ lông vũ. Lông vũ bao phủ toàn thân là lông ống, có phiến lông rộng tạo thành cánh, đuôi chim (vai trò bánh lái). Lông vũ mọc áp sát vào thân là lông tơ. Lông tơ chỉ có chùm sợi lông mảnh tạo thành lớp xốp giữ nhiệt và làm thân chim nhẹ.
- Cánh chim khi xòe ra tạo thành một diện tích rộng quạt gió, khi cụp lại thì gọn áp vào thân.
- Chi sau có bàn chân dài ba ngón trước, một ngón sau, đều có vuốt, giúp chim bám chặt vào cành cây khi chim đậu hoặc duỗi thẳng, xòe rộng ngón khi chim hạ cánh.
- Mỏ sừng bao bọc hàm không có răng, làm đầu chim nhẹ. Cổ dài, đầu chim linh hoạt, phát huy được tác dụng của giác quan (mắt, tai), thuận lợi khi bắt mồi, rỉa lông. Tuyến phao câu tiết chất nhờn khi chim rỉa lông làm lông mịn, không thấm nước.

### Di chuyển
- Chim bồ câu cũng như nhiều loài chim khác chỉ có kiểu bay vỗ cánh như chim sẻ, chim ri, chim khuyên, gà...

a) Khi chim cất cánh chân chim khuỵu xuống, cánh chim dang rộng đưa lên cao, tiếp theo cánh chim đập mạnh xuống, cổ chim vươn ra, chân chim duỗi thẳng đập mạnh vào giá thể làm chim bật cao lên.
b) Khi chim hạ cánh, cánh chim dang rộng để cản không khí, chân chim duỗi thẳng chuẩn bị cho sự hạ cánh được dễ dàng.

### Các tư thế bay vỗ cánh của chim bồ câu
- Khi chim bay thân nằm xiên, đuôi xòe ngang, cổ vươn thẳng về phía trước, chân duỗi thẳng áp sát vào thân, cánh mở rộng đập liên tục từ trên xuống dưới, từ trước về sau. Sau đó chim nâng cánh bằng cách gập cánh lại, rồi nâng lên làm giảm sức cản của không khí.
- Khi chim đập cánh, phía ngoài cánh hạ thấp hơn phía trong thì cánh không những được không khí nâng lên mà chim còn được đẩy về phía trước.

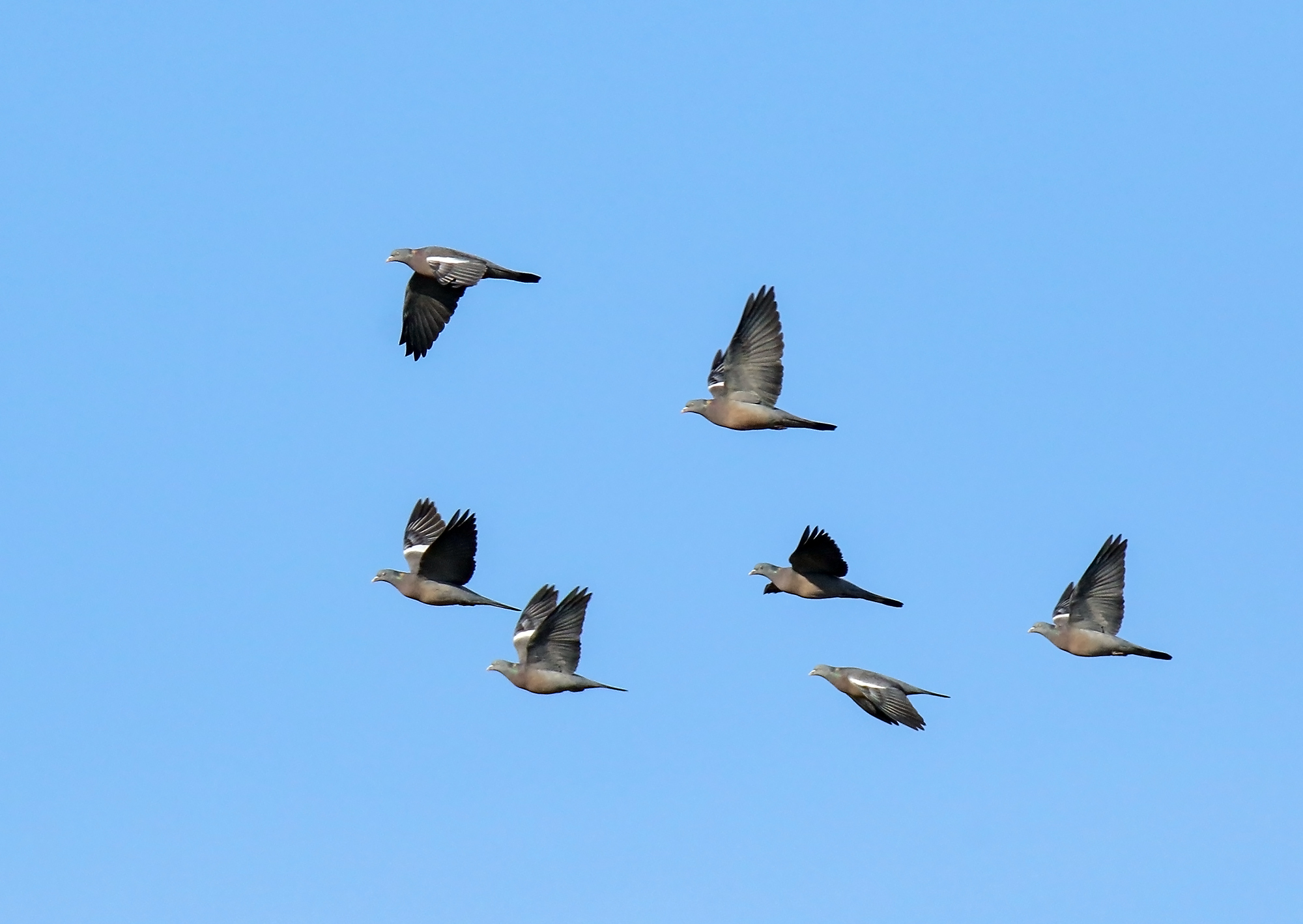
Columba palumbus
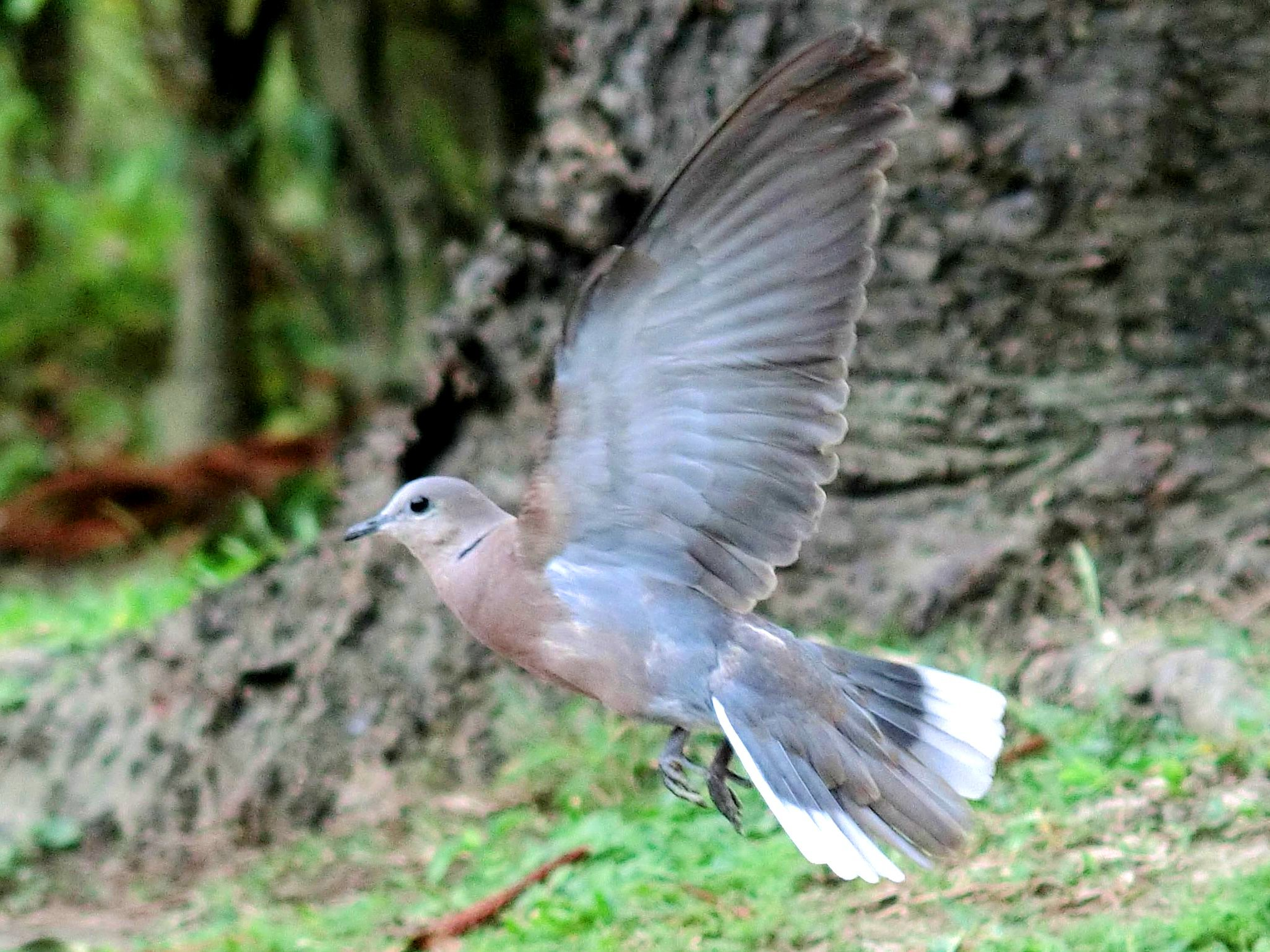
Cu ngói
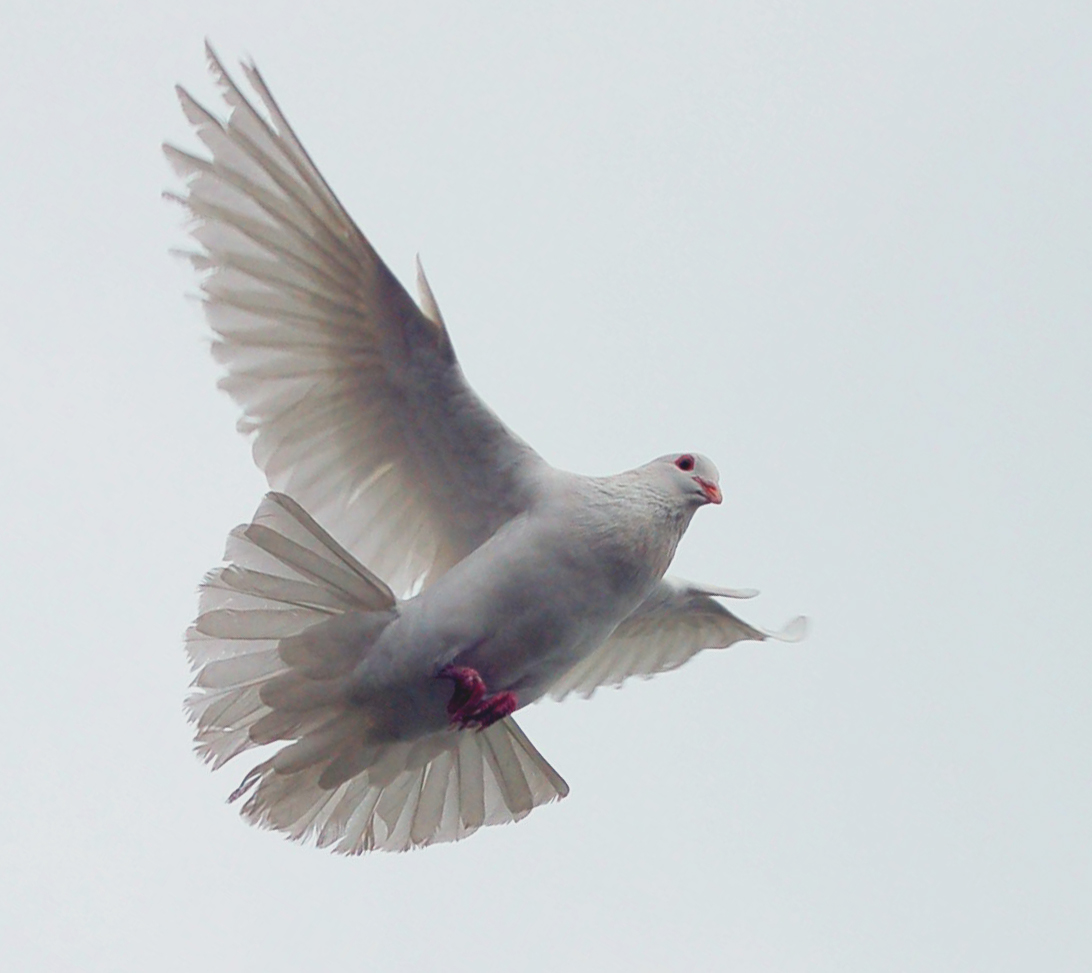
Bồ câu cổ khoang châu Phi
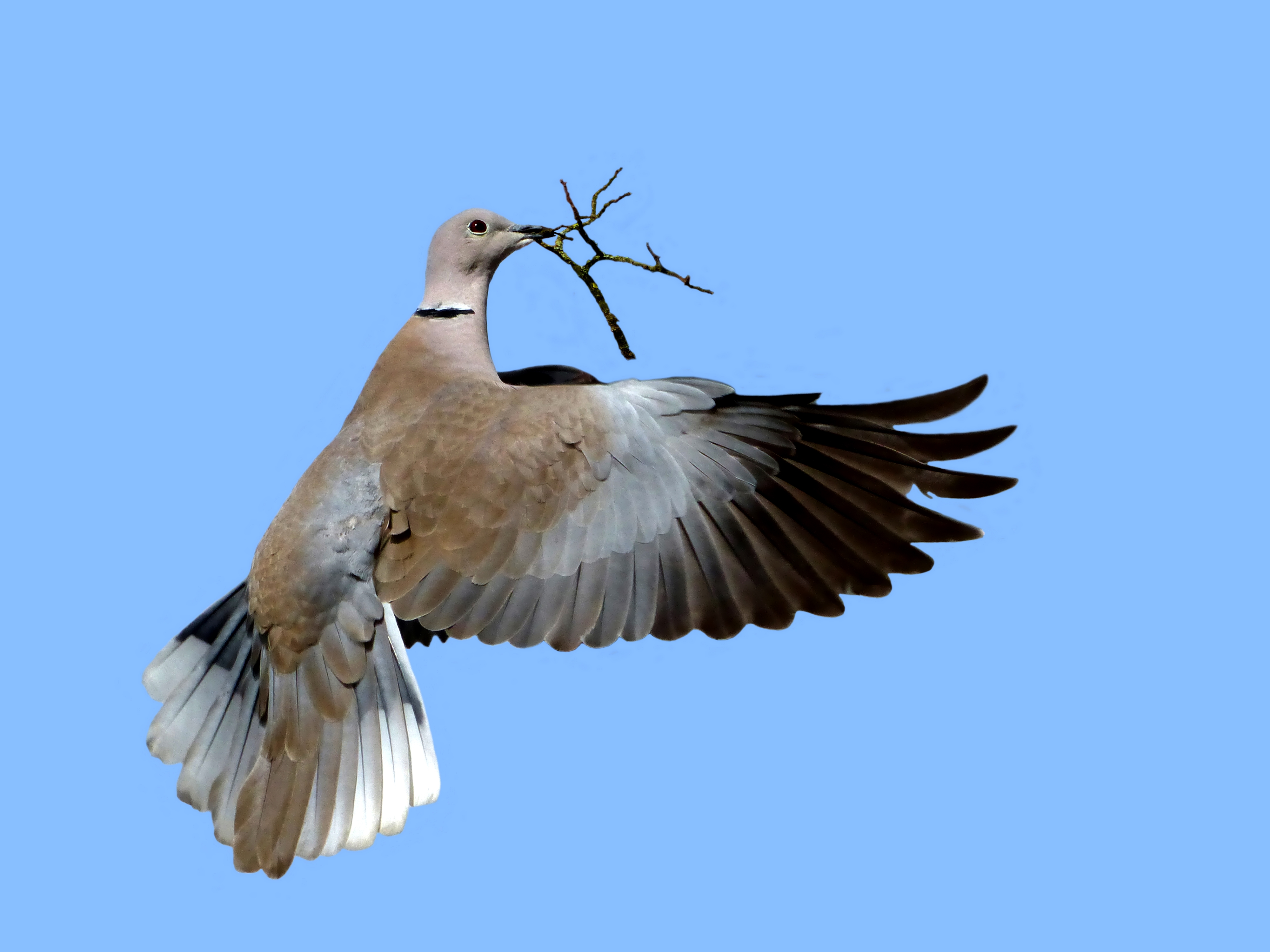
Streptopelia decaocto ngậm rơm về xây tổ
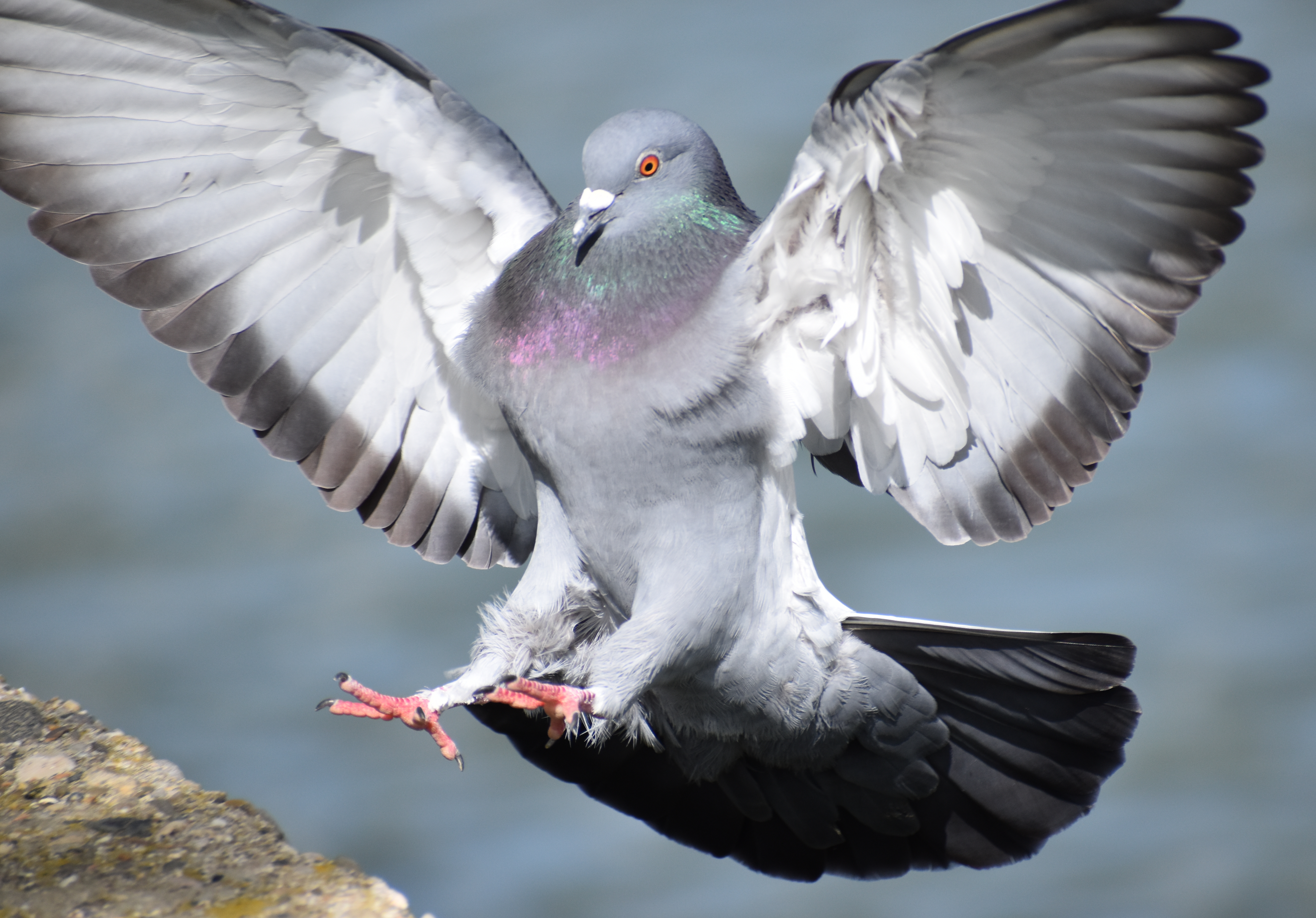
chuẩn bị hạ cánh

## Hệ thống phân loại và tiến hóa
Danh sách dưới đây liệt kê các chi, phân loại theo nhóm và tên khoa học.
Họ Columbidae
- Các chi chứa các loài hóa thạch:
  - Chi †Arenicolumba
  - Chi †Rupephaps

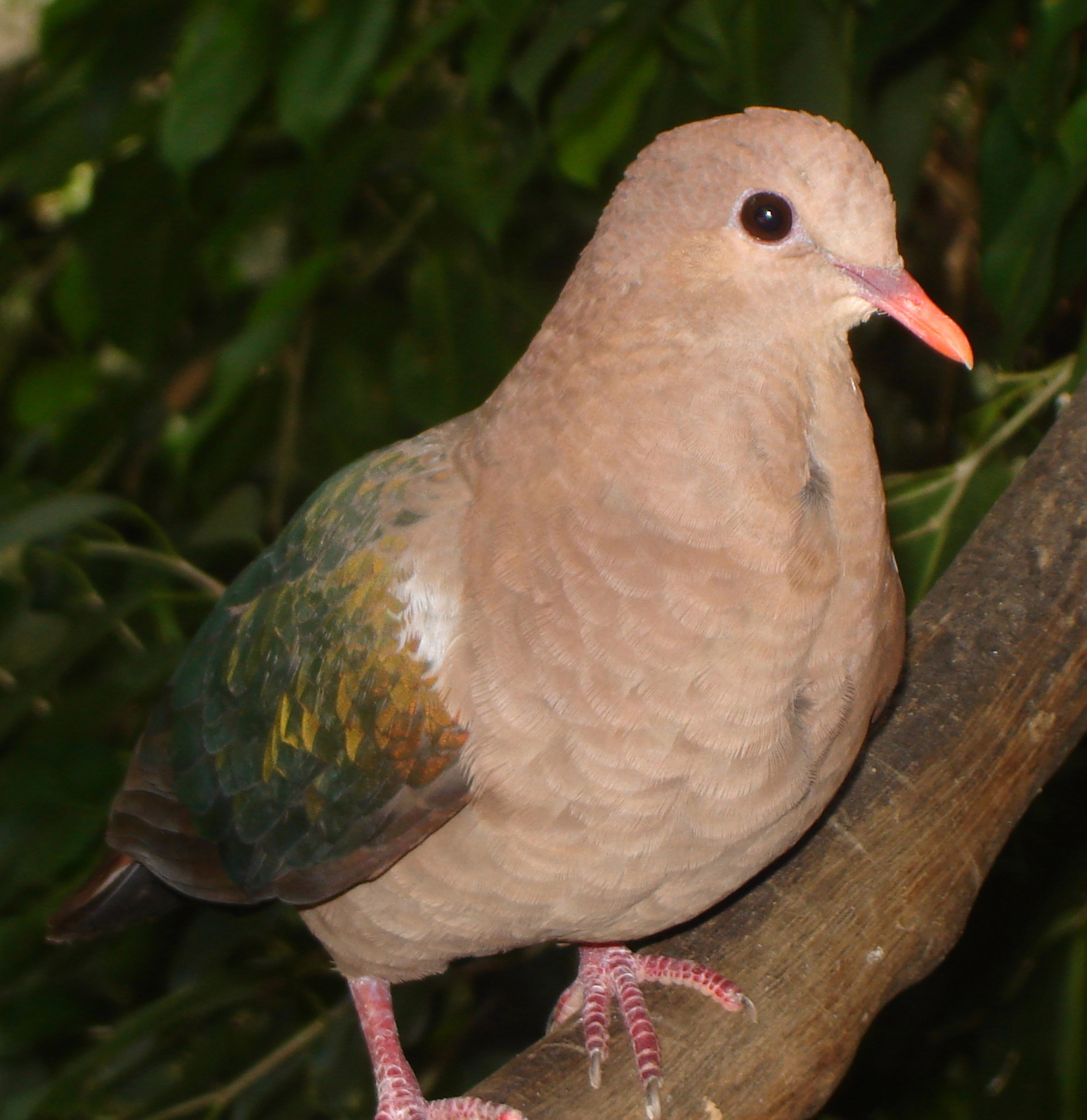
Cu luồng (Chalcophaps indica), loài bản địa khu vực nhiệt đới miền nam châu Á và Australia.

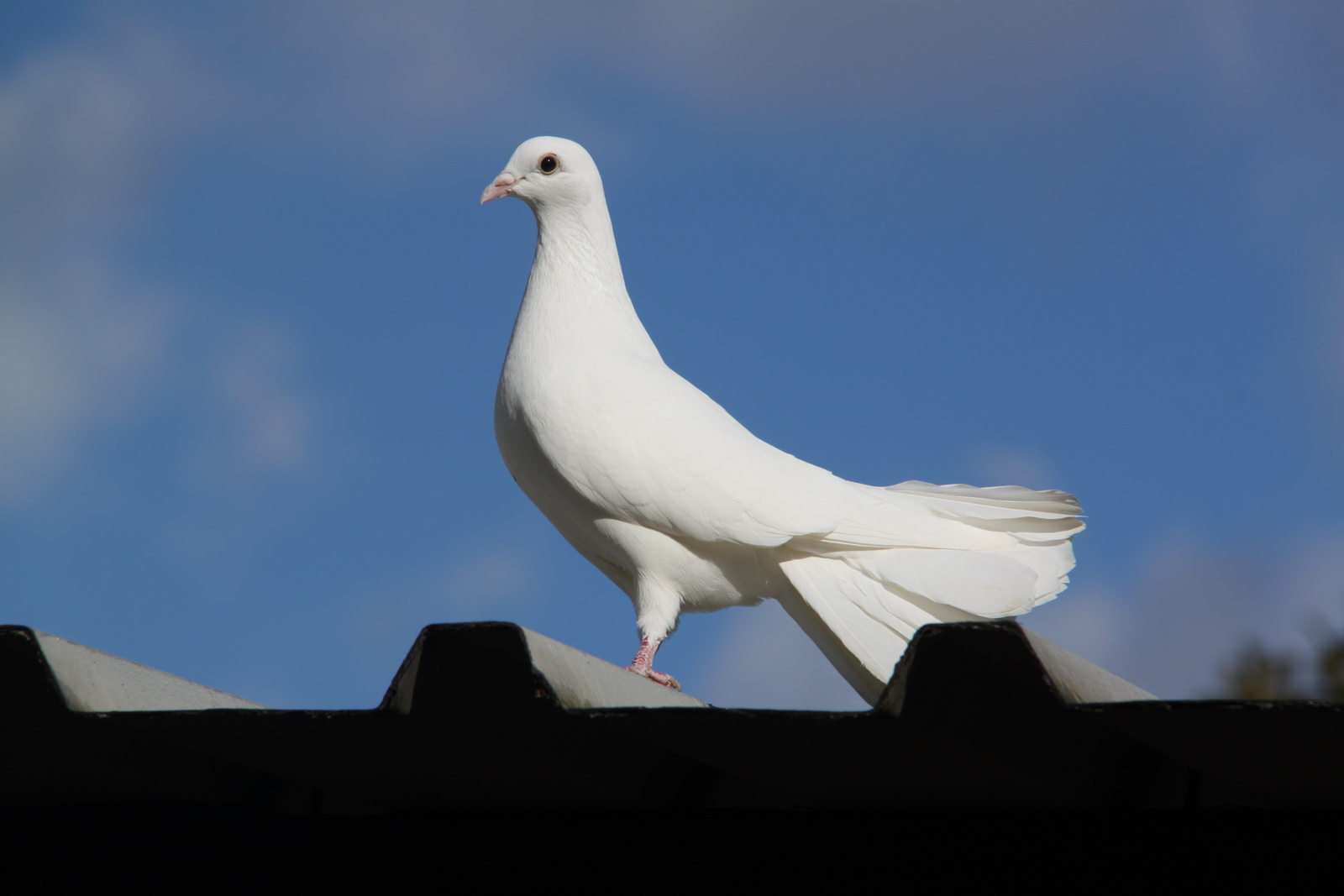
Bồ câu nhà màu trắng

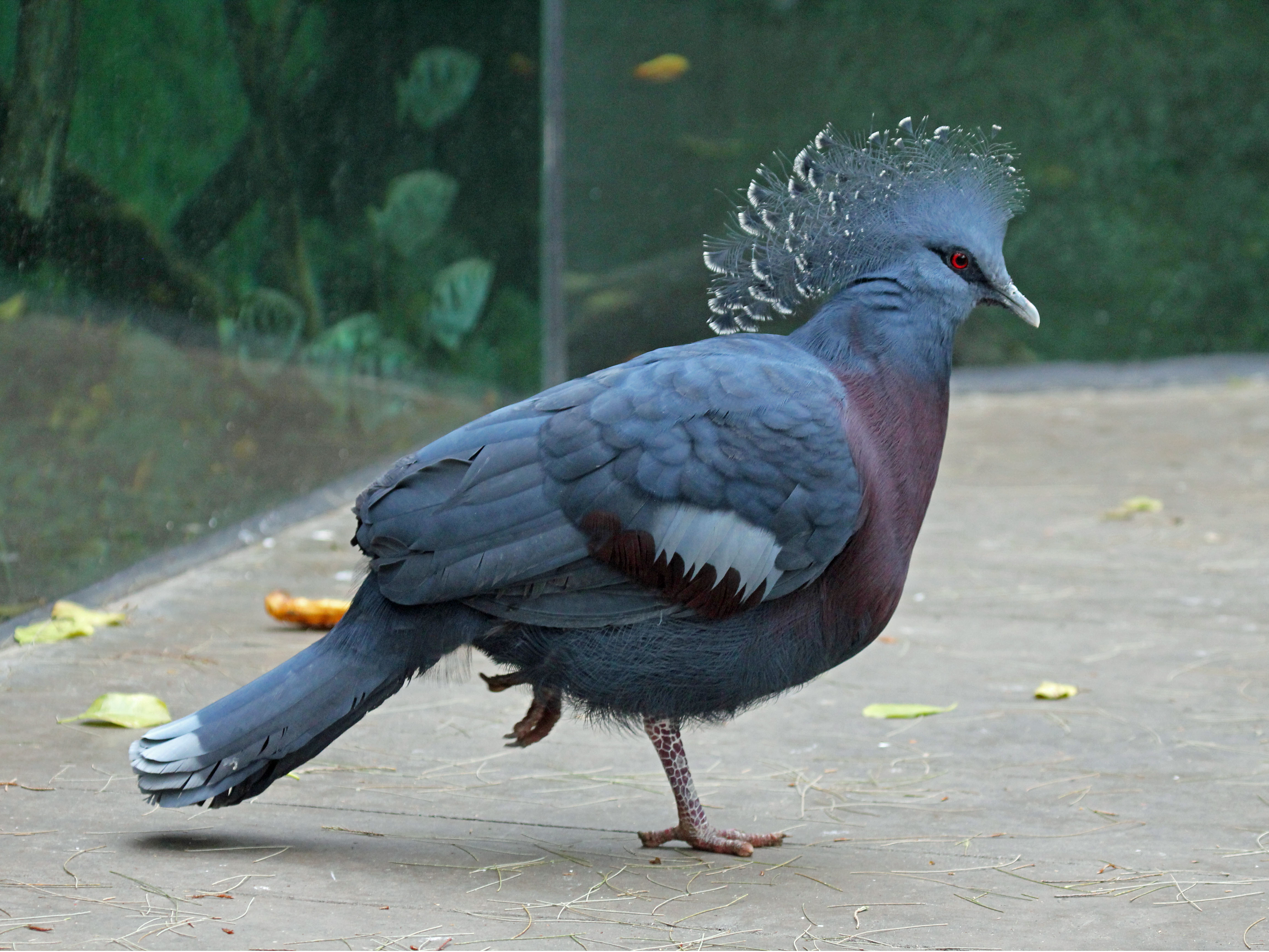
Bồ câu vương miện Victoria (Goura victoria)

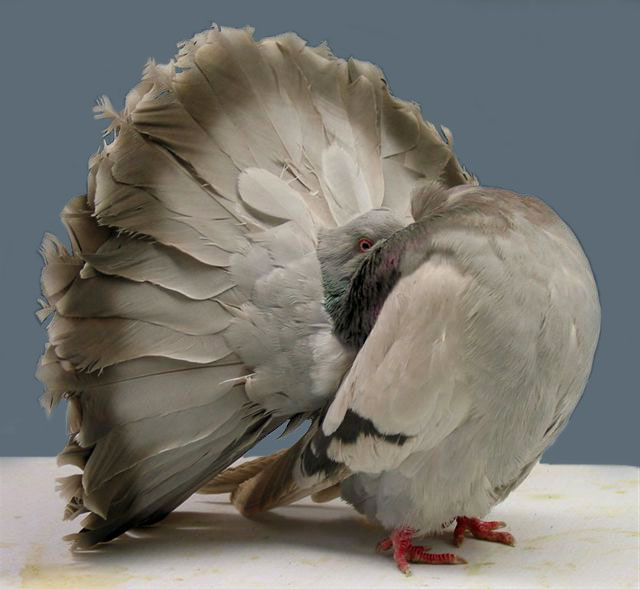
Bồ câu đuôi quạt.

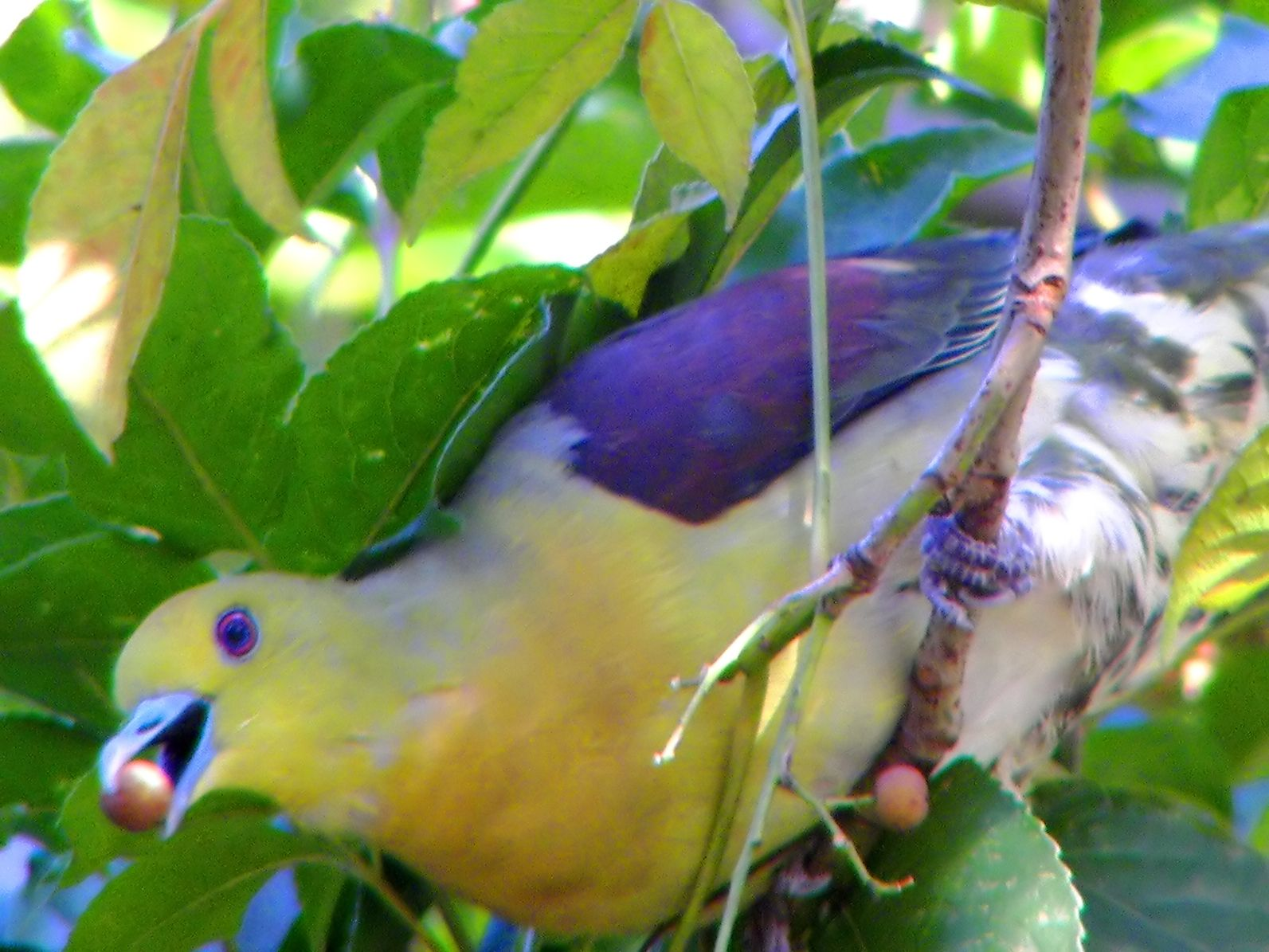
Cu xanh bụng trắng

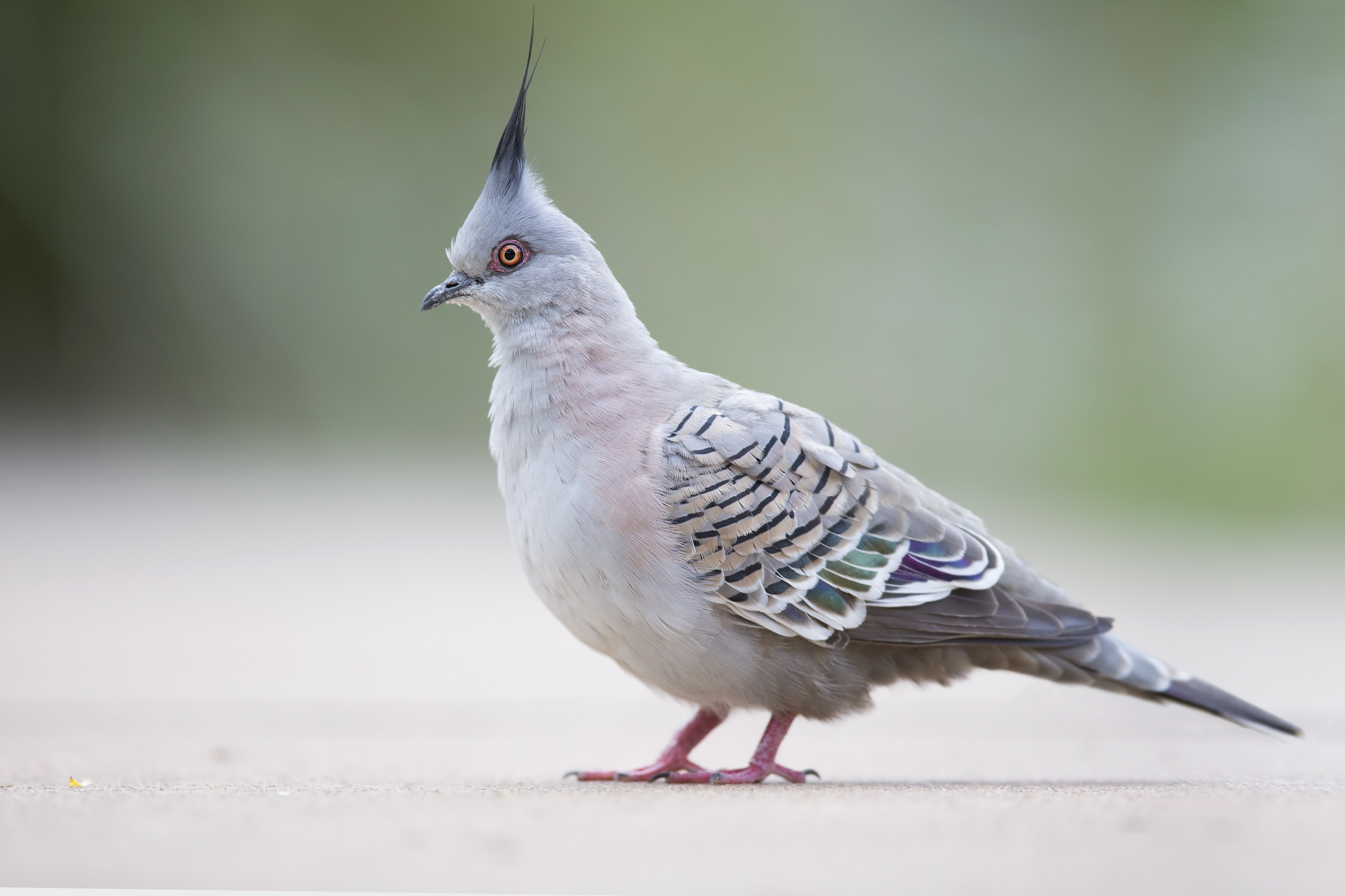
Ocyphaps lophotes (bồ câu mào)

- Phân họ Columbinae – bồ câu điển hình
  - Tông Zenaidini
    - Chi Geotrygon – bồ câu cút (10 loài)
    - Chi Leptotrygon
    - Chi Leptotila (11 loài)
    - Chi Zenaida (7 loài)
    - Chi Zentrygon (8 loài)

  - Tông Columbini
    - Chi Patagioenas – bồ câu Mỹ (17 loài)
    - † Chi Ectopistes – bồ câu viễn khách (tuyệt chủng; 1914)
    - Chi Reinwardtoena (3 loài)
    - Chi Turacoena (3 loài)
    - Chi Macropygia (15 loài)
    - Chi Streptopelia – chim cu, cu sen, cu ngói, cu cườm v.v (13 loài)
    - † Chi Dysmoropelia – bồ câu Saint Helena (tuyệt chủng)
    - Chi Columba – bồ câu Cựu thế giới (35 loài, trong đó có 2 loài mới tuyệt chủng gần đây)
    - Chi Spilopelia (2 loài)
    - Chi Nesoenas (3 loài)
- Phân họ Claravinae – cu đất Mỹ
  - Chi Claravis – cu đất xanh
  - Chi Paraclaravis (2 loài)
  - Chi Uropelia – cu đất đuôi dài
  - Chi Metriopelia (4 loài)
  - Chi Columbina (9 loài)
- Phân họ Raphinae
  - Tông Phabini
    - Chi Henicophaps (2 loài)
    - Chi Gallicolumba (7 loài)
    - Chi Pampusana (13 loài, 3 loài tuyệt chủng gần đây)
    - Chi Ocyphaps – bồ câu mào
    - Chi Petrophassa – bồ câu đá (2 loài)
    - Chi Leucosarcia – bồ câu Wonga
    - Chi Geopelia (5 loài)
    - Chi Phaps (3 loài)
    - Chi Geophaps (3 loài)

  - Tông Raphini
    - ?† Chi Natunaornis – bồ câu lớn Viti Levu (Hậu Kỷ Đệ Tứ)
    - Chi Trugon – cu đất mỏ dày
    - † Chi Microgoura – bồ câu mào Choiseul (tuyệt chủng; đầu thế kỷ 20)
    - Chi Otidiphaps – bồ câu gà lôi
    - Chi Goura (3 loài)
    - Chi Didunculus – bồ câu mỏ răng
    - ?† Chi Deliaphaps
    - Chi Caloenas – bồ câu Nicobar
    - † Chi Raphus – chim Dodo (tuyệt chủng; cuối thế kỷ 17)
    - † Chi Pezophaps – đô đô Rodrigues (tuyệt chủng; khoảng năm 1730)

  - Tông Turturini
    - Chi Phapitreron – bồ câu nâu (3 loài)
    - Chi Oena – bồ câu Namaqua (đặt vào đây không chắc chắn)
    - Chi Turtur – bồ câu rừng châu Phi (5 loài; đặt vào đây không chắc chắn)
    - Chi Chalcophaps – cu luồng (2 loài)

  - Tông Treronini
    - Chi Treron – chim cu xanh (23 loài)

  - Tông Ptilinopini – gầm ghì và bồ câu lục, bồ câu ăn quả
    - Chi Ducula – gầm ghì (36 loài)
    - Chi Ptilinopus – bồ câu ăn quả (khoảng 50 loài còn sinh tồn, 1-2 loài mới tuyệt chủng)
    - Chi Drepanoptila – bồ câu lông chẻ
    - Chi Alectroenas – bồ câu lam (3 loài sinh tồn)
    - Chi Hemiphaga (2 loài)
    - Chi Lopholaimus – bồ câu Topknot
    - Chi Cryptophaps – bồ câu Sombre
    - Chi Gymnophaps – bồ câu núi (3 loài)
    - ?† Chi Tongoenas – bồ câu lớn Tonga (Hậu Kỷ Đệ Tứ)
- Phân họ Starnoenadinae
  - Chi Starnoenas – bồ câu Cuba đầu lam

## Biểu tượng

Biểu tượng cho hòa bình

## Do Thái giáo và Kitô giáo
Trong Do Thái giáo và Kitô giáo, con chim bồ câu là biểu tượng của hòa bình bởi vì theo Kinh Thánh, nó đã đem cành ô liu báo hiệu cho con tàu Nô-ê rằng Thiên Chúa đã thôi cơn thịnh nộ. Bên cạnh đó, Tân Ước cũng ghi nhận chim bồ câu tượng trưng cho Chúa Thánh thần, xuất hiện như một biểu tượng cơ bản của sự trong sáng, sự chất phác, sự hòa thuận, sự hy vọng. Ngoài ra, bồ câu còn biểu thị cho sự thăng hoa của bản năng và đặc biệt là sự thăng hoa của ái tình (éros).

## Tôn giáo đa thần

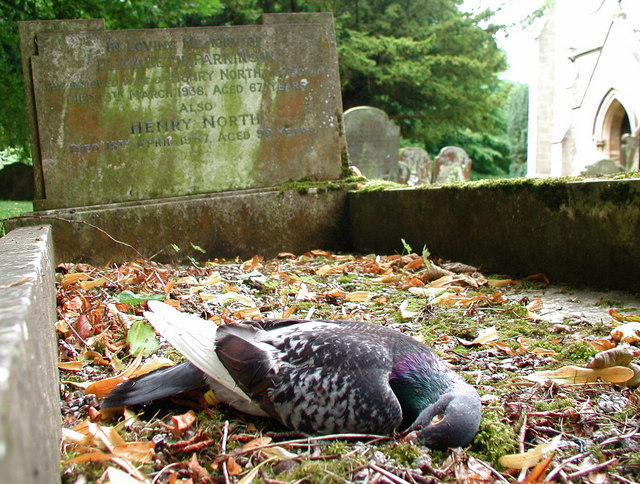
Một con bồ câu chết ở nghĩa trang

Trong nhãn quan của tôn giáo đa thần, với sự định giá một cách khác khái niệm trong trắng, không đối lập nó mà hòa nhập nó với tình yêu xác thịt, bồ câu con chim của nữ thần Aphrodite, biểu thị cho ái ân trọn vẹn mà người yêu thường tặng cho đối tượng của mình. Nhưng quan niệm thực ra chỉ khác nhau về bề ngoài ấy đã làm cho bồ câu nhiều khi trở thành biểu tượng cho cái không thể tử vong trong con người, tức là bản nguyên của sự sống, linh hồn. Với tư cách ấy trên một số vại chôn cất của người Hi Lạp, bồ câu được họa hình uống từ một cái bình tượng trưng cho nước nguồn của trí nhớ. Hình ảnh này được tiếp nhận vào trong hệ hình tượng của đạo Kitô, ví dụ như trong truyện tử vì đạo của thánh Polycarpe, một con chim bồ câu đã bay ra từ thi hài của vị thánh này.
Tất cả những biểu trưng ấy xuất phát hiển nhiên từ vẻ đẹp và sự duyên dáng của con chim này, từ màu trắng tinh khiết và tiếng gù êm ái của nó. Cái đó giải thích vì sao trong ngôn ngữ thông thường nhất cũng như cao siêu nhất, trong lối nói lóng của dân Paris cũng như trong Tuyệt diệu ca, từ bồ câu có mặt trong số những ẩn dụ phổ biến nhất ngợi ca người phụ nữ. "Linh hồn càng tiến gần tới ánh sáng bao nhiêu", Jean Daniélou viết, dẫn lời thánh Grégoire ở Nysse, "nó càng trở nên đẹp bấy nhiêu và trong ánh sáng đó sẽ tiếp nhận hình bồ câu". Thế nhưng chẳng phải người đang yêu đương say đắm vẫn gọi người mình yêu là "linh hồn của anh ơi" cuối cùng xin ghi chú rằng chim bồ câu là một con chim đặc biệt dễ gần, là điều làm gia tăng giá trị luôn luôn chính diện của biểu tượng này.

## Văn hóa quốc gia
Ở Trung Hoa cổ, theo nhịp cơ bản của các mùa, âm và dương nối tiếp nhau, con chim bồ cắt biến thành bồ câu và bồ câu biến thành chim bồ cắt, do đó chim bồ câu được xem là biểu tượng của mùa xuân vì nó xuất hiện trở lại vào tiết xuân phân tháng tư. Phải chăng đó là nguồn gốc của cái tên "bồ câu - bồ cắt" gán cho nhà trinh thám?
Ở xứ Kabylie, những con chim bồ câu vây quanh ngôi mộ của ông thánh đạo Hồi là thành hoàng của làng; nhưng ở nhiều nơi khác, chim bồ câu được xem là giống chim báo điều gở vì tiếng gù của chim là lời kêu than của những linh hồn đau khổ.

## Quốc tế
Một điều hiển nhiên trong quan niệm thế giới ngày nay, con chim bồ câu là biểu tượng cho sự hòa bình, yên vui và hạnh phúc, và hình tượng đó ăn sâu vào tiềm thức của tất cả mọi người, qua từng thế hệ và qua từng cuộc chiến tranh, tuy rằng hình tượng chim bồ câu chỉ mới chính thức trở thành biểu tượng hòa bình sau Chiến tranh thế giới II. Trong các sự kiệm phản chiến hay đấu tranh vì tự do, hòa bình thì chúng ta không lạ khi thấy những con chim bồ câu được trang trí trên những biểu ngữ, cờ và áo... nó tượng trưng cho một sự nỗ lực vì hòa bình của nhân loại.